# Castillo de cresta

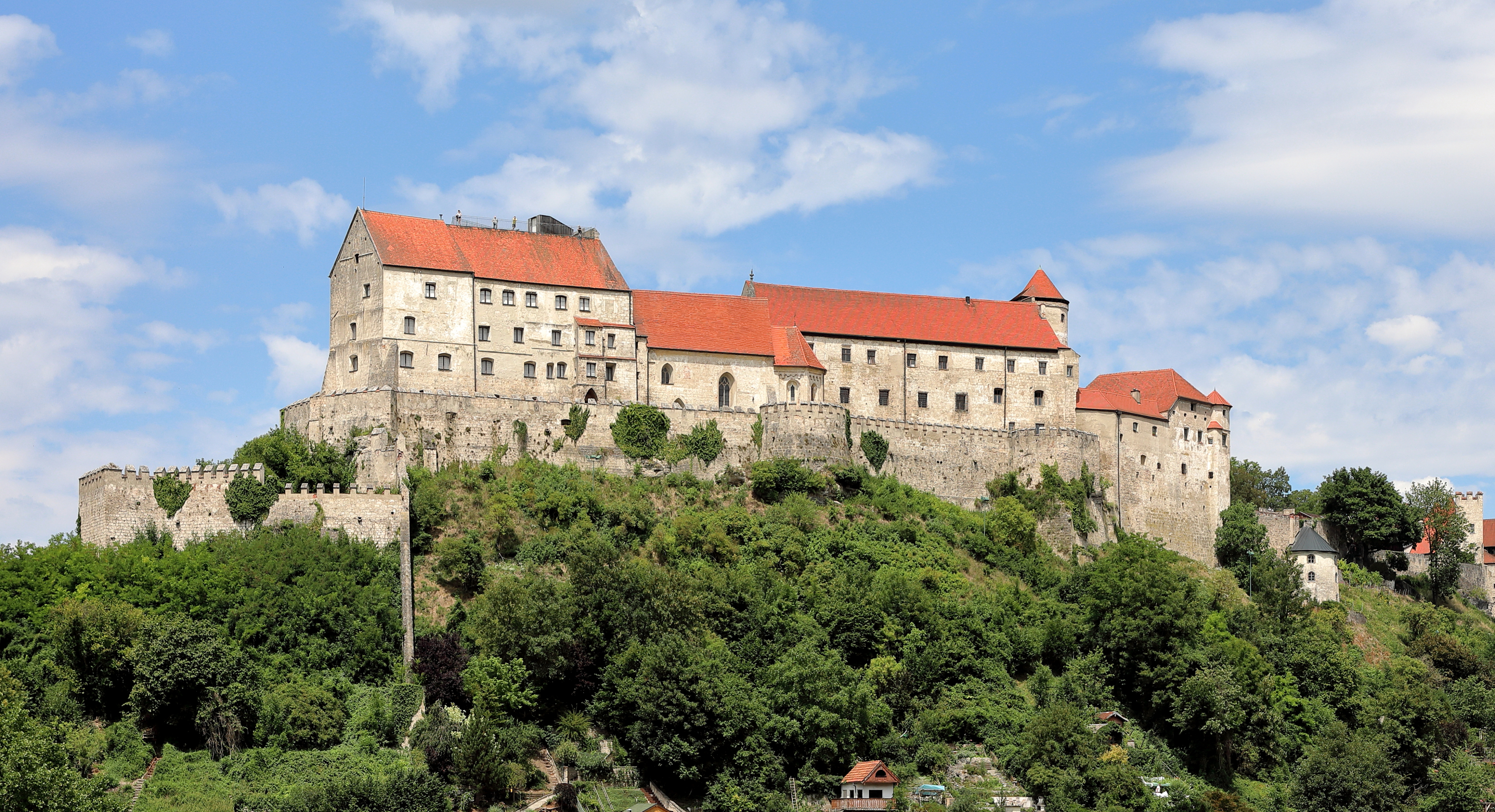
Castillo de Burghausen, Baviera.

Un castillo de cresta o castillo de cordillera (en alemán: Kammburg) era una fortificación medieval o castillo construida en lo alto de una cordillera o montaña, en su cresta. En un subtipo del castillo de colina.
Los castillos de cresta no eran un tipo común de fortificación. Si bien los castillos de este tipo estaban relativamente bien protegidos, tenían la desventaja de que podían ser atacados desde dos lados. El castillo montano, ubicado al final de una cresta, está protegido por desniveles en tres lados. 
Para la mutua defensa y protección, varios de estos castillos podían ser construidos uno a la vista del otro.
Uno de los mejores ejemplos de este tipo es el castillo de Monfort, en Israel. Construido por la Orden Teutónica es un estrecho castillo de cresta que confía para su defensa en las inclinadas laderas rocosas, y que carece de muchas de las innovaciones de los castillos cruzados más grandes, por lo que asemeja un castillo baronial alemán más pequeño. Otros ejemplos son el castillo de Puilaurens, en el sur de Francia. y el castillo de Beckov, en Eslovaquia.

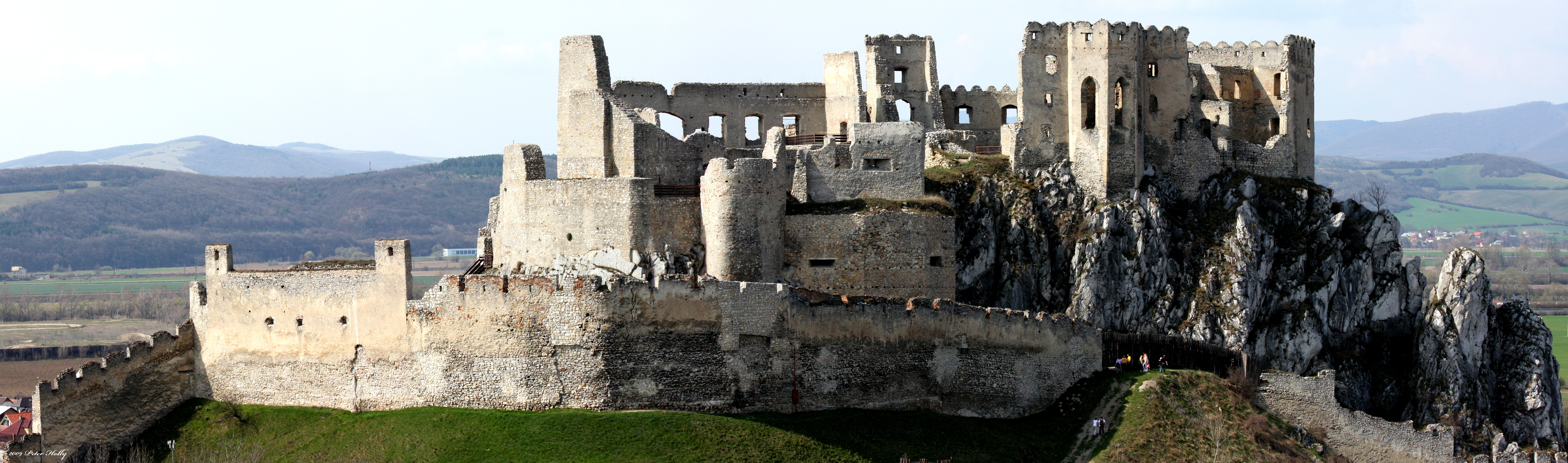
Castillo de Beckov, Eslovaquia.
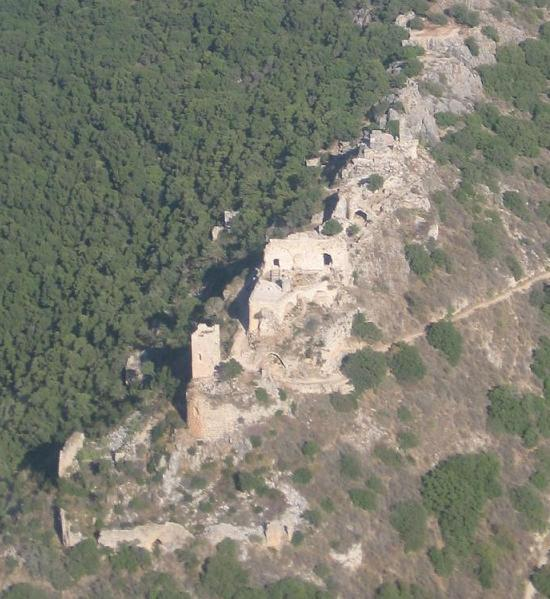
Castillo de Montfort, Israel.